# Doux (Deux-Sèvres)
Doux é uma comuna francesa na região administrativa da Nova Aquitânia, no departamento de Deux-Sèvres. Estende-se por uma área de 9,85 km². Em 2010 a comuna tinha 230 habitantes (densidade: 23,4 hab./km²).